# Корній-де-Жос
Корній-де-Жос (рум. Cornii de Jos) — село у повіті Бакеу в Румунії. Входить до складу комуни Тетерешть.
Село розташоване на відстані 214 км на північний схід від Бухареста, 45 км на південний схід від Бакеу, 109 км на південь від Ясс, 108 км на північний захід від Галаца, 136 км на північний схід від Брашова.

## Населення
За даними перепису населення 2002 року у селі проживали 134 особи, усі — румуни. Усі жителі села рідною мовою назвали румунську.